# بيت نعامة (بني مطر)

تعديل مصدري - تعديل

بيت نعامة هي إحدى قرى عزلة شهاب الأسفل بمديرية بني مطر التابعة لمحافظة صنعاء، بلغ تعداد سكانها 1203 نسمة حسب تعداد اليمن لعام 2004.
أصل القرية  :
يعود أصل هذه القرية إلى قيل إسمه عمرًا ويلقب بذا النُعامة ومنه تسمت هذه القرية وفيه يقول بني عمه أثناء حرب اليمن ضد الحبشة : 
نـَادت فَوارِسُـنا عَمْـرُو الصَبَـاح فَتَـىً ، يَــرمي المِنِيّـــة لا عنهــا بعربيـدُ           نَـادت نُعامةُ يا عَمـرو النَدى فَمَضى ، بَيـن القُيـولِ وأبنــاءَ الصَـناديـدُ
نسب القرية :
يرجع نسب هذه القرية الى عمرًا ( الملقب ب ذا نُعامة ) إبنَ عامِر بن عَمْرُو بن الفَيَاض بن قَيْس بن عُبَيد ( الملقب بالنُعمان ) بِن التُبَّع سَيف ذِي يَزَن بن أسْلَم بِن زَيْد بِنغَيْث بِن سَعَد بن عَوْف بن عُدَّي بِن مَالِك بن زَيْد بِن سَهَل بن عَمْرُو بن قَيْس بن مُعَاوِية بن جَشْم بن عَبْدِ شَمْس بِن وَائِل بِن الغَوْث بِن قطْن بِنعُرَيب بن زُهَير بن أيَمَن بِ الهُمَيسَع بِن حِميَر بن سَبَا بِن يَشْجُب بن قَحْطَان بن هُود عَليه السَلام

من أعيانهم :
البحر النعامي وهو من أعيان القرن السادس الهجري غلب عليه هذا اللقب لتبحره بالعلوم والآداب والفنون 
وله قصيدة تسمى : أقامت كرومك في شهرِ آب 
تتحدث عن الأشهر الحميرية التي كانت تستعمل في سالف الأيام أيام سبأ وحمير، مقارناً لها ما يقابلها من الأشهر الرومية .